# Dariusz Dudka
Dariusz Dudka, född 9 december 1983 i Kostrzyn nad Odrą, Polen, är en polsk fotbollsspelare som 2015 spelar för den polska klubben Lech Poznań och Polens fotbollslandslag.
Han var uttagen i Polens trupp vid fotbolls-EM 2012.